# Terenzio di Luni
Terenzio (fl. VIII secolo) è stato un vescovo italiano.
Fu il sesto vescovo della diocesi di Luni ed è venerato come santo dalla Chiesa cattolica.

## Agiografia
Svariate leggende fanno del vescovo Terenzio un presule scozzese, trucidato dai predoni presso Avenza, da cui il suo corpo miracolosamente sarebbe arrivato nella chiesa che prende il suo nome presso San Terenzo ai Monti, edificata dal vir devotus Trasuald, longobardo, tra il 728 e il 729. 

In realtà questo racconto confonde tra loro la vera vicenda del vescovo san Ceccardo, ucciso dai Vichinghi di Hastein un secolo dopo, e quella del vescovo Terenzio che venne martirizzato probabilmente per aver cercato di convertire i numerosi longobardi ariani stanziatisi tra i monti della Lunigiana e dove, in effetti, il suo culto comparve tra la fine del VII secolo e l'inizio di quello successivo, manifestandosi con il proliferare di chiese e pievi a lui dedicate, che da questa zona raggiungevano la Garfagnana. 
Secondo la Diocesi di Luni, pertanto, Terenzio sarebbe stato "originario del territorio, perché i Terenzi erano una famiglia romana di Luni. 
Il suo nome è citato in un'epistola di Papa Pelagio I indirizzata ai Vescovi della Tuscia annonaria".

## Culto
Probabilmente il suo corpo fu trasportato intorno al IX secolo da qualche chiesa presso Avenza, dove si trovava in origine, nella già citata chiesa di San Terenzo ai Monti, per preservarlo dalle scorrerie e dalle profanazioni musulmane. Per lo stesso motivo le sue spoglie verranno poi spostate a Reggio Emilia dopo essere state rinvenute, nel 1673, durante i lavori per la ricostruzione della chiesa gravemente danneggiata da un terremoto.
Oggi le sue ossa riposano nell'altare maggiore della chiesa a lui dedicata in San Terenzo Monti (Fivizzano) all'interno di una teca in argento realizzata in Fivizzano nel 1852 da Michele Bertoli ed il figlio Teofilo; orefici, bigiottieri, gioiellieri, argentieri, cesellatori e incisori fiorentini.
La sua memoria liturgica viene celebrata il 15 luglio.